# Transformada de Haar

Wavelet de Haar.

A Transformada de Haar é uma transformada matemática discreta usada no processamento e análise de sinais, na compressão de dados e em outras aplicações de engenharia e ciência da computação. Ela foi proposta em 1909 pelo matemático húngaro Alfred Haar. A transformada de Haar é um caso particular de transformada discreta de wavelet, onde a wavelet é um pulso quadrado definido por:
{\displaystyle \psi (t)={\begin{cases}1,&0\leq t<0.5\\-1,&0.5\leq t<1.\\0,&{\mbox{para outros valores de }}t\end{cases}}}
Na figura vemos ilustrada a wavelet de Haar. Apesar de ter sido proposta muito antes do termo wavelet ser cunhado, a wavelet de Haar é considerada como um caso particular das wavelets de Daubechies, conhecida por isso como wavelet de Daubechies D2.
A transformada de Haar pode ser usada para representar um grande número de funções {\displaystyle f(t)} como sendo o somatório:
{\displaystyle f(t)=\sum _{k=-\infty }^{\infty }{c_{k}\phi (t-k)}+\sum _{k=-\infty }^{\infty }{\sum _{j=0}^{\infty }{d_{j,k}\psi (2^{j}t-k)}},}
onde {\displaystyle \phi (t)} é a função de escala definida por
{\displaystyle \phi (t)={\begin{cases}1,&0\leq t<1\\0,&{\mbox{para outros valores de }}t,\end{cases}}}
e {\displaystyle c_{k}} e {\displaystyle d_{j,k}} são parâmetros a serem calculados.
Por exemplo, a função degrau definida por:
{\displaystyle f(t)={\begin{cases}5,&0\leq t<0.5\\3,&0.5\leq t<1,\end{cases}}}
pode ser representada como {\displaystyle f(t)=4\phi (t)+\psi (t)\,}. O seja os parâmetros {\displaystyle c_{0}=4} e {\displaystyle d_{0,0}=1}, e {\displaystyle c_{n}=0} e {\displaystyle d_{n,m}=0} para {\displaystyle n\neq 0,m\neq 0}. O vetor {\displaystyle (4,1)} equivale a transformada discreta de Haar da função f(t), que pode ser representada também na forma vetorial como {\displaystyle (5,3)}.

## Representação matricial
Como vimos acima, a transformada de Haar em sua forma discreta pode ser expressa como uma multiplicação matricial. No exemplo citado acima temos:
{\displaystyle (5,3)A_{2}=(4,1)}
dando a matriz {\displaystyle A_{2}} como sendo:
{\displaystyle A_{2}={\frac {1}{\sqrt {2}}}{\begin{pmatrix}1&1\\1&-1\end{pmatrix}}}
E assim a transformada inversa de Haar se torna:
{\displaystyle (4,1)A_{2}^{-1}=(5,3)}
Entretanto a matriz {\displaystyle A_{2}^{-1}} é difícil de ser calculada, mas sabemos que se a matriz {\displaystyle A_{2}} for ortonormal sua inversa é igual a sua transposta. Assim podemos utilizar a matriz:
{\displaystyle A_{2}={\frac {1}{\sqrt {2}}}{\begin{pmatrix}1&1\\1&-1\end{pmatrix}}}
para a a transformada de Haar discreta, sendo sua inversa {\displaystyle A_{2}^{-1}=A_{2}^{T}}.
Assim, a transformada discreta de Haar em sua forma matricial pode ser expressa por uma matriz {\displaystyle A_{N}} de tamanho {\displaystyle N\times N} onde os elementos {\displaystyle A_{N_{i,j}}} são definidos como
{\displaystyle A_{N_{i,j}}=h_{i-1}\left({\frac {j-1}{N}}\right)}
onde
{\displaystyle h_{0}(x){\overset {\underset {\mathrm {def} }{}}{=}}h_{00}(x)={\frac {1}{\sqrt {N}}},{\mbox{ para }}0\leq x\leq 1,}
{\displaystyle h_{k}(x){\overset {\underset {\mathrm {def} }{}}{=}}h_{p,q}={\frac {1}{\sqrt {N}}}{\begin{cases}2^{p/2},&{\tfrac {q-1}{2^{p}}}\leq x<{\tfrac {q-1/2}{2^{p}}},\\-2^{p/2},&{\tfrac {q-1/2}{2^{p}}}\leq x<{\tfrac {q}{2^{p}}},\\0,&{\mbox{para outros valores de }}x\in [0,1].\end{cases}}}
e
{\displaystyle k=2^{p}+q-1,}
onde
{\displaystyle N=2^{n}}, {\displaystyle 0\leq p\leq n-1,\ q=0{\mbox{ ou }}1} para {\displaystyle p=0}, e {\displaystyle 1\leq q\leq 2^{p}} para {\displaystyle p\neq 0}
Assim, a matriz {\displaystyle A_{2}} do nosso exemplo passa a ser:
{\displaystyle A_{2}={\begin{pmatrix}h_{0}(0/2)&h_{0}(1/2)\\h_{0}(1/2)&h_{1}(1/2)\end{pmatrix}}={\frac {1}{\sqrt {2}}}{\begin{pmatrix}1&1\\1&-1\end{pmatrix}}}

## Transformada rápida de Haar
Na prática a transformada de Haar consiste em calcular a soma e a diferença entre os elementos de um vetor dois a dois. Assim, definimos a transformada rápida de Haar de um vetor {\displaystyle S_{n}=(s_{1},s_{2},...,s_{n})\,} como os dois vetores {\displaystyle M_{n/2}=(m_{1},m_{2},...,m_{n/2})=\left({\tfrac {s_{1}+s_{2}}{\sqrt {2}}},{\tfrac {s_{3}+s_{4}}{\sqrt {2}}},...,{\tfrac {s_{n-1}+s_{n}}{\sqrt {2}}}\right)} e {\displaystyle D_{n/2}=(d_{1},d_{2},...,d_{n/2})=\left({\tfrac {s_{1}-s_{2}}{\sqrt {2}}},{\tfrac {s_{3}-s_{4}}{\sqrt {2}}},...,{\tfrac {s_{n-1}-s_{n}}{\sqrt {2}}}\right)}.
A transformada inversa simplesmente recalcula os valores originais a partir da média e das diferenças. A transformada inversa recebe então os vetores {\displaystyle M_{n/2}} e {\displaystyle D_{n/2}} devolve um vetor {\displaystyle S'_{n}=S_{n}}:
{\displaystyle S'_{n}=\left(m_{1}+d_{1},m_{1}-d_{1},m_{2}+d_{2},m_{2}-d_{2},...,m_{n/2}+d_{n/2},m_{n/2}-d_{n/2}\right).}